# 1,2-dimetildiborano
1,2-Dimetildiborano é um composto de organoboro com a fórmula [(CH3 )BH2]2 . Estruturalmente, está relacionado ao diborano, mas com grupos metil substituindo os hidretos terminais em cada boro. É o dímero do metilborano, CH3BH2, o alquilborano mais simples. 1,2-Dimetildiborano pode existir em um arranjo cis e trans. 1,2-Dimetildiborano é um gás incolor facilmente condensado que se inflama espontaneamente no ar.